# Dirk Teylingenski Brederodski
Dirk Teylingenski, gospod Brederodski (latinsko Theodericus de Theylingen) ( ok. 1185 – 1236) je bil gospod Brederodski in landdrost holandskih grofov.

## Življenje
Bil je sin Viljema Teylingenskega. Z njim sta povezani dve materi; Marija iz Castricuma in Neža iz Bentheima. Nekateri zgodovinarji vidijo Dirka kot ustanovitelja rodbine gospodov Brederodskih; gospostvo Brederode pa je bilo že v lasti njegovega očeta, ki je izhajal iz družine Teylingenskih, zaradi česar je bilo mogoče šteti Viljema za prvega gospoda Brederodskega.
Leta 1226 je bil Dirk imenovan za drosta na dvoru holandskega grofa. Služil je pod Florisom IV.  in Viljemom I. Holandskim. V času odsotnosti grofa je bil najvišji uradnik v grofiji.

## Družina in otroci
Dirk se je okoli leta 1215 poročil z Aleid Averadis Heusdensko; imela sta vsaj šest otrok:
- Viljem, 2. gospod Brederodski (1226–1285), Dirkov naslednik
- Dirk Brederodski (1228–1279), okoli leta 1255 povzdignjen v viteza
- Floris Brederodski (1230 – po 1306), gospodar Doortogeja
- Aleidis Brederodski (1232 – ok. 1262)
- Katarina Brederodska (rojena 1234, datum smrti ni znan)
- Neža Brederodska (ok. 1245 – ok. 1280)

Po Dirkovi smrti se je njegova žena Aleid Heusdenska poročila s Herbarenom II. Ledeškim.